# Thomas Maitland
Thomas Maitland (Escocia, 10 de marzo de 1760-Malta, 17 de enero de 1824), GCB, fue un soldado y gobernador colonial británico. Ejerció como diputado por Haddington en el Parlamento del Reino Unido entre 1790 y 1796, 1802–06 y 1812–13. Fue nombrado Consejero Privado el 23 de noviembre de 1803. Fue el segundo hijo superviviente de James Maitland, 7.° Conde de Lauderdale, y el hermano menor de James Maitland, 8.° Conde de Lauderdale. Maitland nunca se casó. Fue honrado como Teniente General y Muy Honorable, y murió en Malta, isla de la que fue gobernante.

## Carrera
Maitland fue comisionado en el Edinburgh Light Horse, poco después de su nacimiento, pero no asumió su cargo hasta que se unió al 78.º Regimiento de infantería (Highland) (Regimiento Seaforth Highland) como capitán en 1778. Se transfirió al 62.º de infantería como comandante en 1790. Fue ascendido a teniente coronel en 1794 y a coronel y general de brigada en 1798.

### Revolución haitiana

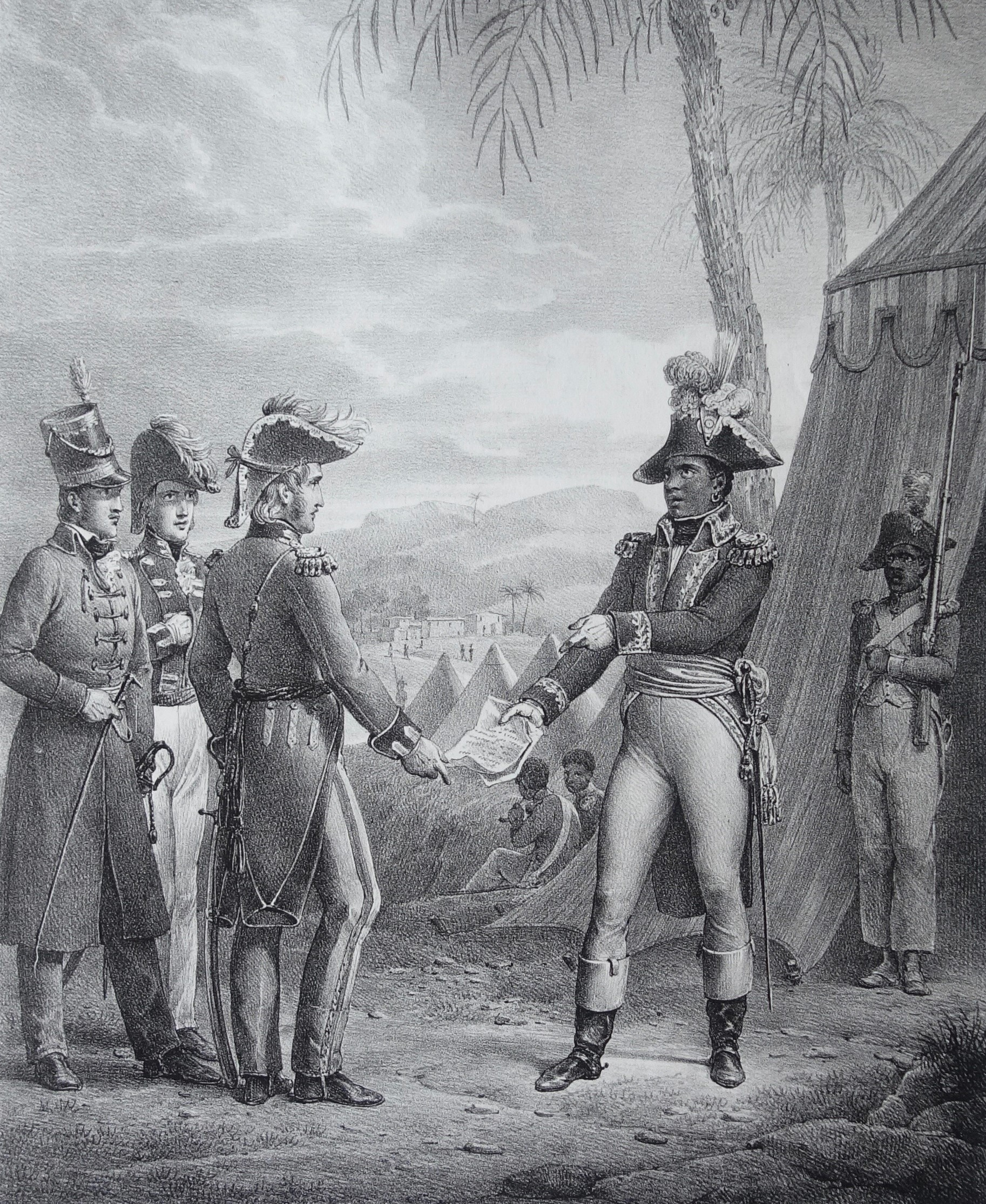
Thomas Maitland reuniéndose con Toussaint Louverture, 1790s.

En 1797, Maitland desembarcó en Saint-Domingue con órdenes de capturar la colonia francesa. Maitland se dio cuenta de que sus fuerzas estaban muriendo rápidamente en masa debido a la fiebre amarilla y comenzó a negociar una retirada con el líder haitiano, Toussaint L'Ouverture. Henry Dundas, primer vizconde de Melville, quien fue Secretario de Estado para la Guerra del primer ministro William Pitt el Joven, había dado instrucciones a Sir Adam Williamson, el teniente gobernador de Jamaica, para que firmara un acuerdo con representantes de los colonos franceses que prometían restaurar el antiguo régimen, la esclavitud y la discriminación contra los colonos mestizos, un movimiento que provocó críticas de los abolicionistas William Wilberforce y Thomas Clarkson.
Elkins y McKitrick escriben 

De hecho, fue Maitland y no el Ministerio de Guerra quien determinó que la única opción sensata de Gran Bretaña, en lugar de tratar de mantener algún tipo de presencia en Jérémie y Môle-Saint-Nicolas , era tratar directamente con Toussaint y negociar una evacuación total de la zona. isla. En consecuencia, él y el general negro concluyeron un acuerdo secreto el 31 de agosto de 1798. Gran Bretaña desistiría de cualquier ataque adicional a St. Domingue y de cualquier interferencia en sus asuntos internos; Toussaint hizo una promesa similar con respecto a Jamaica; y Maitland se encargaría de que se permitiera que las provisiones llegaran a los puertos de St. Domingue sin la interferencia de los cruceros británicos.

### Plan Maitland
En Argentina y tras la publicación de Rodolfo Terragno “Maitland & San Martín” su nombre se hizo conocido quedando asociado al Plan Maitland, el cual, según algunos pocos autores, habría sido origen de los planes militares de José de San Martín en el contexto de las guerras de independencia hispanoamericanas.

### Gobernador de Ceilán
Maitland ejerció como gobernador de Ceilán (actual Sri Lanka) entre 1805 a 1811. Mientras estaba en Ceilán, le gustó un lugar en Galkissa (Monte Lavinia) y decidió construir su palacio allí. Durante este tiempo, Maitland se enamoró de una bailarina mestiza llamada Lovina, hija de padres portugueses y cingaleses. Durante la construcción del palacio, Maitland dio instrucciones para la construcción de un túnel secreto a la casa de Lovina, que estaba ubicada cerca del palacio del gobernador. Un extremo del túnel estaba dentro del pozo de la casa de Lovina y el otro extremo estaba en una bodega dentro del palacio del gobernador. Cuando el gobernador vino a residir allí, a menudo usaba el túnel para encontrarse con Lovina. El pueblo cingalés que rodeaba la mansión del gobernador se convirtió en una ciudad moderna llamada Galkissa. Más tarde, la ciudad pasó a llamarse Monte Lavinia en honor a Lovina. En 1920 se selló el túnel. La celebración del bicentenario del Hotel Mount Lavinia se llevó a cabo en 2005. Algunos de los familiares vivos de Maitland viajaron desdel Reino Unido asistieron a la ceremonia. Llevan su nombre dos calles en el centro de la ciudad de Colombo, capital comercial de Sri Lanka: Maitland Crescent y Maitland Place.

### Guerra de independencia española
A principios de 1812, el Duque de Wellington inició una campaña que resultó en su victoria en la batalla de los Arapiles (o de Salamanca), el 22 de julio. Para evitar que el mariscal Louis Gabriel Suchet enviara refuerzos franceses desde la costa este de España, Wellington solicitó que Lord William Bentinck lanzara una operación de distracción utilizando la guarnición británica de Sicilia. Al principio, Bentinck accedió a enviar 10.000 de sus soldados, pero en marzo dio marcha atrás. Después de mucha persuasión, permitió que la operación siguiera adelante y el 7 de junio puso a 8.000 hombres a bordo de transportes navales bajo el mando de Maitland. El voluble Bentinck volvió a cambiar de opinión el 9 de junio, deteniendo la expedición. Por fin el 28 de junio Maitland zarpó para Menorca. La flota primero recogió 6.000 tropas españolas en Menorca y desembarcó el 31 de julio en Palamós, 65 millas (105 km) al noreste de Barcelona. Decidió sabiamente que Barcelona era demasiado fuerte para atacar, pero también se negó a intentar capturar Tarragona, que estaba débilmente controlada. Maitland pronto recibió noticias de que el Ejército de Murcia, comandado por Joseph O'Donnell, había sido derrotado en la Batalla de Castalla el 21 de julio de 1812. Sin el apoyo de O'Donnell, Maitland decidió que no podía lograr nada. Volvió a embarcar su fuerza expedicionaria y navegó a Alicante en su lugar, uniendo sus tropas con la guarnición para formar un ejército de 15.000 hombres. Con el desastre de Salamanca, los franceses se vieron obligados a evacuar tanto Madrid en el centro de España como Andalucía en el sur. Sus fuerzas combinadas se unieron a Suchet en la provincia de Valencia. Estando cerca de 80.000 soldados franceses, Maitland se negó a moverse de Alicante. Maitland pidió ser relevado en septiembre de 1812 por enfermedad.

### Gobernador de Malta

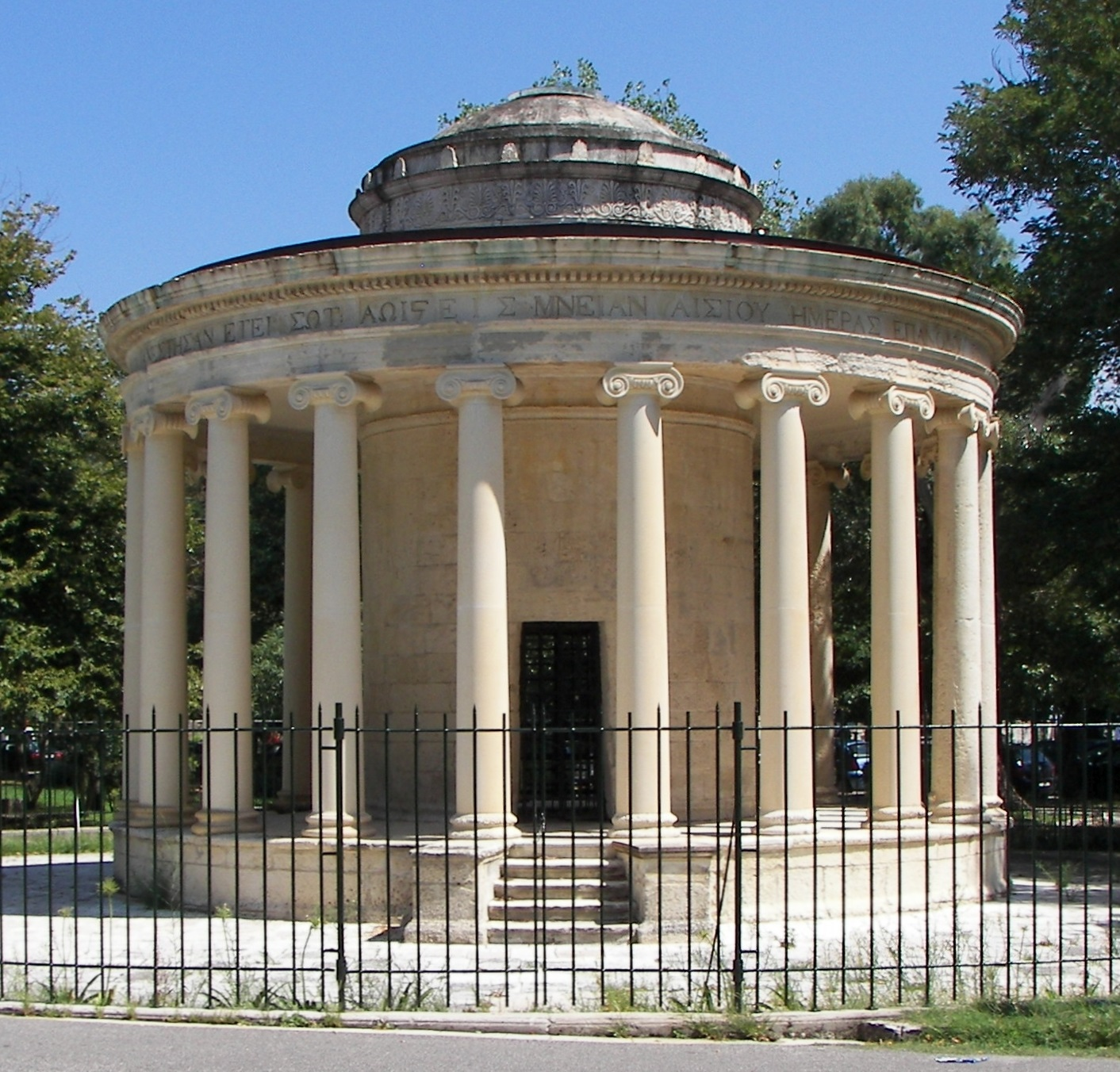
Maitland Monument en Corfú

Maitland se convirtió en vicegobernador de Portsmouth y oficial general al mando del distrito suroeste en mayo de 1813 y luego fue nombrado gobernador de Malta el 23 de julio, cuando la isla se convirtió en una colonia de la corona en lugar de un protectorado. La plaga había estallado en Malta en marzo de 1813 y la enfermedad comenzó a extenderse especialmente en La Valeta y el área del Gran Puerto. Maitland llegó a la isla el 3 de octubre de 1813 y prestó juramento el 5 de octubre. Una vez en el cargo, hizo cumplir medidas de cuarentena más estrictas. La peste se extendió a Gozo en enero siguiente, aunque la pandemia se acabó en marzo de 1814. En total, 4486 personas murieron, lo que representa el 4% de la población total. Se cree que el brote habría sido peor sin las estrictas acciones de Maitland.
Tras la erradicación de la peste, Maitland realizó varias reformas. Retiró las tropas británicas de Lampedusa el 25 de septiembre de 1814, poniendo fin a la disputa que había comenzado en 1800. En Malta, fue autocrático y se negó a formar un consejo asesor compuesto por representantes malteses, por lo que se le conocía informalmente como King Tom. Formó la Fuerza de Policía de Malta en 1814, mientras que la Università local de habla italiana se disolvió en 1819. También se llevaron a cabo varias reformas en los impuestos y los tribunales de justicia. Maitland siguió siendo gobernador hasta su muerte por apoplejía el 17 de enero de 1824. Fue atendido en su lecho de muerte por los doctores Robert Grieves, Alexander Broadfoot y John Hennen.
Mientras era gobernador de Malta, Maitland también se desempeñó como Lord Alto Comisionado de las Islas Jónicas durante 1815 a 1823, mientras las islas eran un protectorado británico. La sede de la administración estaba en Corfú, donde estuvo representado por Sir Frederick Hankey, su secretario privado. El monumento neoclásico Maitland se construyó allí en su honor en 1821.